# Cao Bao
Cao Bao (chinesisch 曹豹, Pinyin Cáo Bào, W.-G. Ts'ao Pao; † um 196) war ein Vasall des chinesischen Warlords Tao Qian und Ziehvater von Lü Bu. Als Cao Cao Xuzhou angriff, gerieten sein General Xiahou Dun und Cao Bao aneinander. Cao Bao unterlag im Gefecht und musste sich zurückziehen. 
Nach Tao Qians Niederlage begab sich Cao Bao in Liu Beis Dienste, wurde aber in einem Kampf mit Zhang Fei getötet.
| Personendaten    | Personendaten                                               |
| ---------------- | ----------------------------------------------------------- |
| NAME             | Cao, Bao                                                    |
| ALTERNATIVNAMEN  | Cáo, Bào; 曹豹 (chinesisch)                                 |
| KURZBESCHREIBUNG | chinesischer Offizier der Han-Dynastie, Ziehvater des Lü Bu |
| GEBURTSDATUM     | 2. Jahrhundert                                              |
| STERBEDATUM      | nach 194                                                    |